# اگان (لوئیزیانا)
اگان (به انگلیسی: Egan) شهری در ایالت لوئیزیانا کشور ایالات متحده آمریکا است که جمعیت آن در سرشماری سال ۲۰۱۰ میلادی، ۶۳۱ نفر بوده‌است.